# Zdaboř
Zdaboř je jedno z katastrálních území města Příbrami v okrese Příbram. Nachází se na jeho jihozápadním okraji a tvoří jihozápadní část evidenční části Příbram V-Zdaboř, která výrazně přesahuje i do katastrálních území Příbram a Březové Hory. Za severní hranicí katastrálního území Zdaboř leží zástavba kolem Vokačovské a Drkolnovské ulice, východní hranici tvoří zčásti ulice Zdabořská. Rozloha katastrálního území Zdaboř je 1,5 km2.
Zdaboř nemá žádné výrazné jádro či náves. Hlavní dopravní osou je silnice III/1911 (Zdabořská ulice), která však v severní části tvoří východní hranici katastrálního území. Katastrální území Zdaboř je rozděleno na 4 základních sídelních jednotek:
- Zdaboř-Červená: zahrnuje liniovou zástavbu kolem Zdabořské ulice, tedy lokality Červená i Pod Červenou, a okolí Vodňanské ulice)
- Na Planinách: oblast zástavby kolem ulic Na Planinách, Pecovská, Bohutínská, Hanuše Jelínka, Pod Šorfíkem a nejjižnějšího úseku Táborské)
- Průhon: zástavba severně od Strakonické ulice, kolem ulic u Průhonu, Klatovská, Táborská, Písecká, Blatenská; )
- Ševčiny: nezastavěný a zčásti zalesněný svah na západním okraji katastrálního území a zároveň i města, spadající k Mlýnskému potoku)

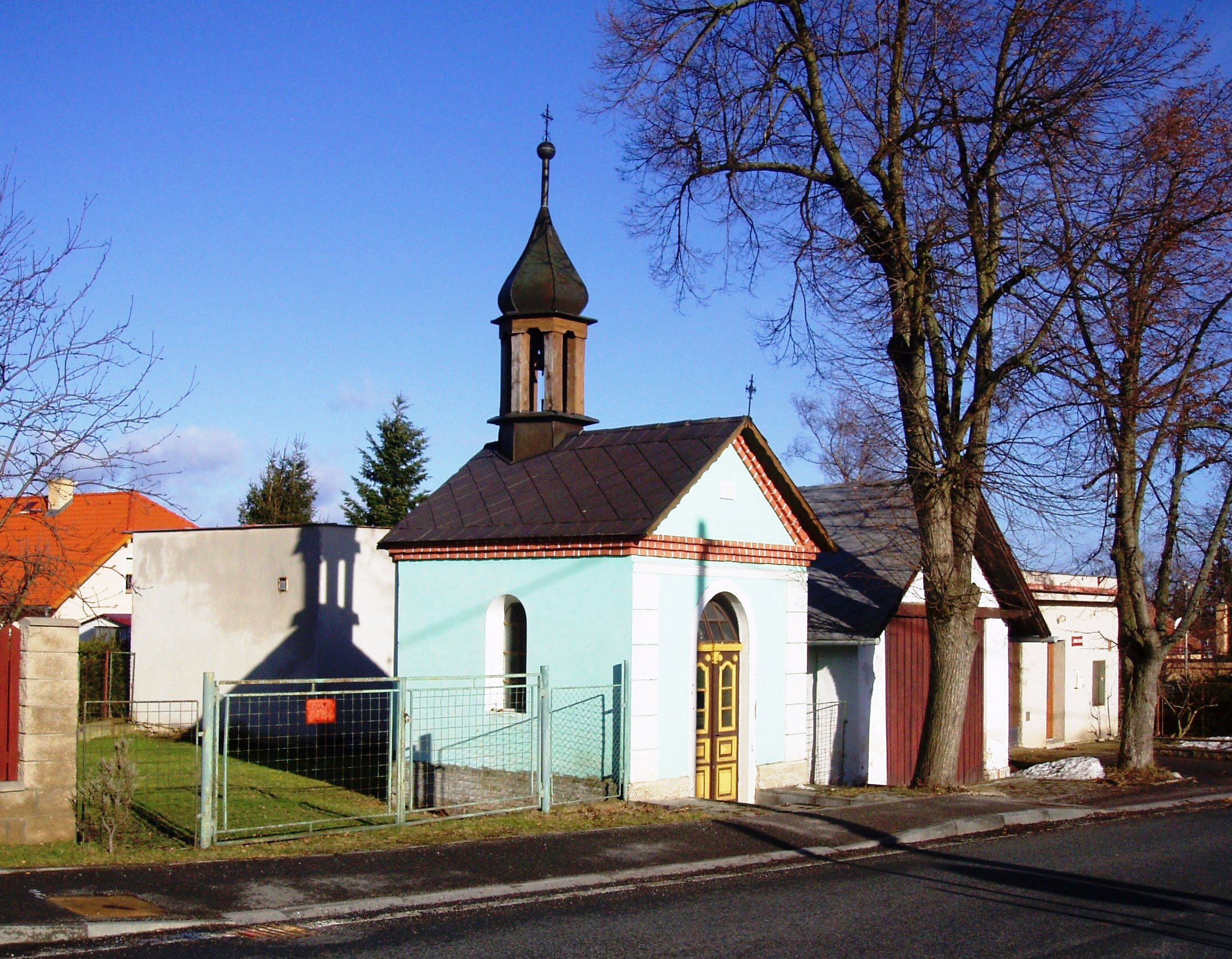
Kaple na Zdaboři

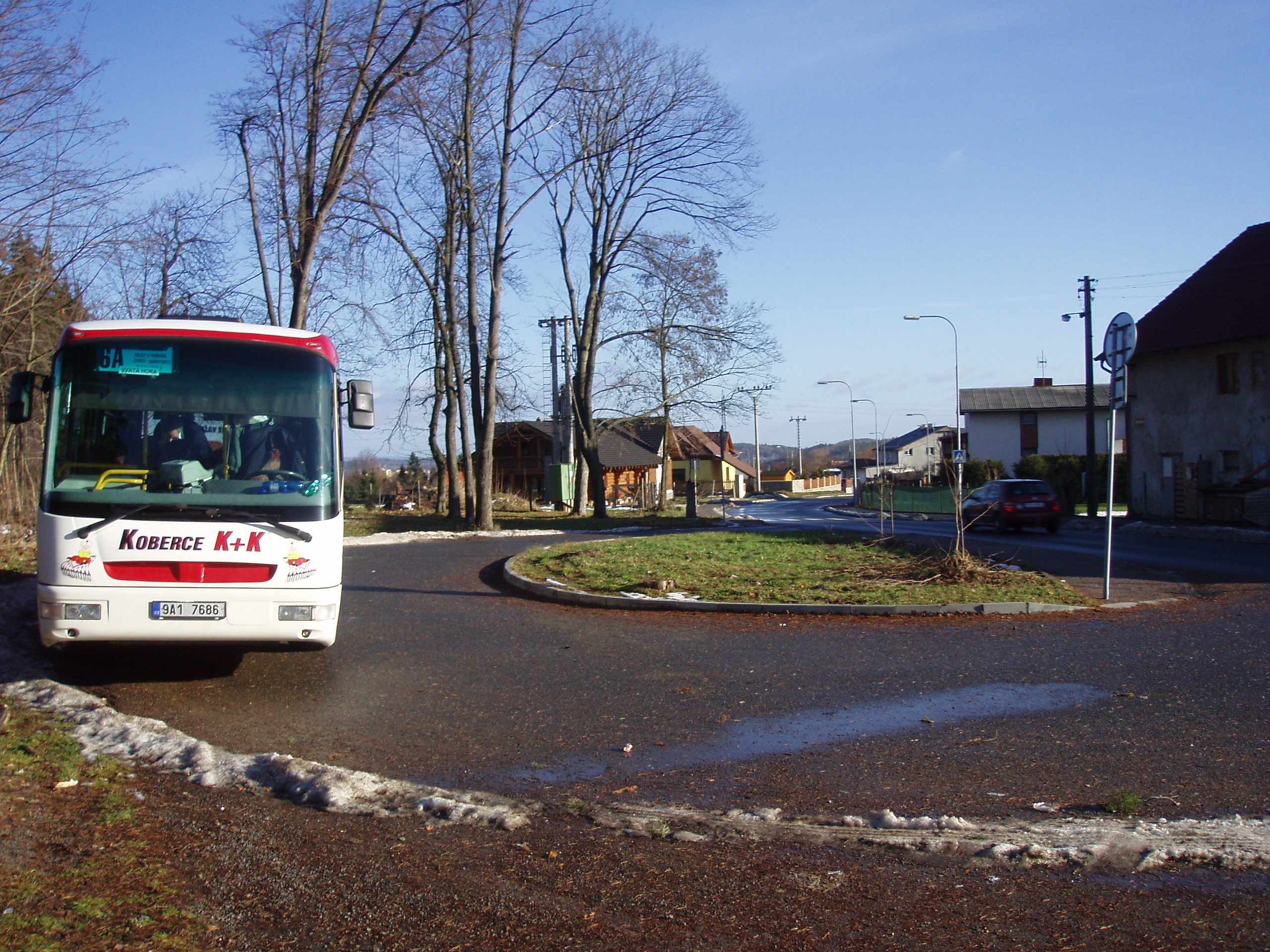
Zdaboř,konečná MHD č.6